# Neue Schütz-Ausgabe

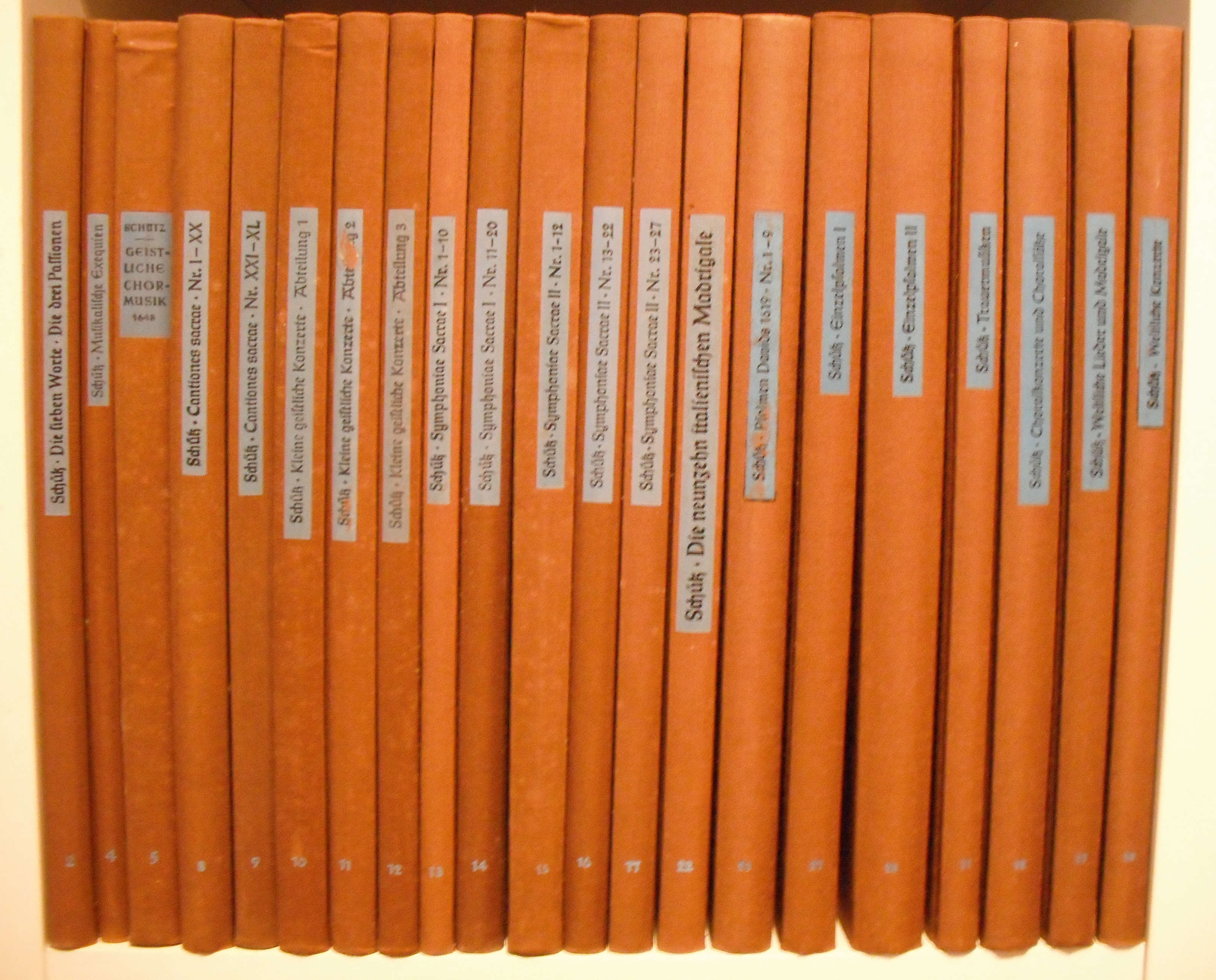
Bände der Neuen Schütz-Ausgabe

Die Neue Schütz-Ausgabe (Heinrich Schütz: Neue Ausgabe sämtlicher Werke) ist eine quellenkritische Ausgabe der Werke des Komponisten Heinrich Schütz (1585–1672) für den wissenschaftlichen ebenso wie praktischen Gebrauch und bietet unter Beachtung wissenschaftlicher Editionsgrundsätze den Notentext in moderner Schlüsselung und Notation. Sie wird im Auftrag der Internationalen Heinrich-Schütz-Gesellschaft von Walter Werbeck herausgegeben und erscheint im Bärenreiter-Verlag Kassel.

## Umfang, Aufbau und Ausstattung
Die Gesamtausgabe umfasst sämtliche überlieferten Werke von Heinrich Schütz. Die Reihenfolge der Werke innerhalb der Bände und Werkgruppen lehnt sich weitgehend an die Ordnungsprinzipien des Schütz-Werke-Verzeichnisses (SWV) an, dessen Zählung durchgehend übernommen wird. Jeder Band enthält ein ausführliches Vorwort des Herausgebers (deutsch / englisch), Faksimilewiedergaben aus den zur Edition herangezogenen Vorlagen sowie einen kritischen Bericht.

## Editionsplan
Die »Neue Schütz-Ausgabe« wird bei ihrem Abschluss 44 Bände umfassen, von denen derzeit (Stand: September 2024) 40 erschienen sind. Seit 2003 erscheinen ältere Ausgaben in revidierten Neufassungen.
- Bd. 1–3: Historien und Passionen: Auferstehungs-Historie, 1956 Walter Simon Huber, 2017 rev. Neuausgabe Bettina Varwig – Die sieben Worte Jesu Christi am Kreuz – Die drei Passionen, 1957 Bruno Grusnick, Wilhelm Kamlah, Fritz Schmidt
- Bd. 4: Musikalische Exequien, 1956 Friedrich Schöneich, 2024 rev. Neuausgabe Beate Agnes Schmidt
- Bd. 5 Geistliche Chormusik, 1955 Wilhelm Kamlah,  2003 und 2006 rev. Neuausgabe Werner Breig
- Bd. 6 und Bd. 40: Der Psalter nach Cornelius Beckers Dichtungen, 1957 Walter Blankenburg, 1988 Becker-Psalter 1628, Werner Breig
- Bd. 7: Zwölf geistliche Gesänge, 1988 Konrad Ameln
- Bd. 8/9: Cantiones sacrae, 1960 Gottfried Grote, 2004 rev. Neuausgabe Heide Volckmar-Waschk
- Bd. 10–12: Kleine geistliche Konzerte, 1963 Hans Hoffmann und Wilhelm Ehmann, Bd. 10–11: 2016 und 2019 rev. Neuausgabe Beate Agnes Schmidt
- Bd. 13: Symphoniae sacrae I, 1957, 1965 Rudolf Gerber und Gerhard Kirchner
- Bd. 14: Symphoniae sacrae II, 1964, 1965, 1968 Werner Bittinger
- Bd. 15: Symphoniae sacrae III, 1989, 1990, 1996, 2002 Werner Breig
- Bd. 22: Italienische Madrigale, 1962 Hans Joachim Moser
- Bd. 23–24: Psalmen Davids, 1971, 1979, 1981 Wilhelm Ehmann, 1994 Werner Breig
- Bd. 23–26: Einzelne Psalmen, 1971, 1979, 1981 Wilhelm Ehmann, 1994 Werner Breig
- Bd. 29: Hochzeitskonzerte, 2016 Joshua Rifkin
- Bd. 30: Dialoge, in Vorbereitung Joshua Rifkin
- Bd. 31: Trauermusiken, 1970 Werner Breig
- Bd. 32: Choralkonzerte und Choralsätze, 1971 Werner Breig
- Bd. 33: Einzeln überlieferte Werke, 2008 Matthias Schneider
- Bd. 34–35: Größere Kirchenkonzerte, 2015 Andreas Waczkat
- Bd. 36: Vielchörige Kirchenkonzerte, 2017 Claudia Theis
- Bd. 37: Weltliche Lieder und Madrigale, 1970 Werner Bittinger
- Bd. 38: Weltliche Konzerte, 1971 Werner Bittinger
- Bd. 39 Schwanengesang, 1984 Wolfram Steude
- Supplement (3 Bände geplant)

## Leitung
1956 wurde Kurt Gudewill Editionsleiter der Neuen Schütz-Ausgabe. 1994 übernahm Walter Werbeck die Editionsleitung.